# Článek 377
Článek 377 britského koloniálního trestního zákona kriminalizoval veškerou sexuální aktivitu v rozporu s přírodními zákony. Toto ustanovení bylo používáno jak k trestání stejnopohlavního sexuálního styku, tak i orálního a análního sexu. V některých bývalých koloniích přetrvává dodnes a často je dokonce zneužíváno k pronásledování třetích pohlaví. Příklad jsou apwinté v Myanmaru. Značná část bývalých britských kolonií od něj ale upouští, případně jej nevymáhá.